# スカイスクレーパー (競走馬)
スカイスクレーパー（Skyscraper、1786年 - 1807年12月）は、18世紀末のイギリスの競走馬。第10回エプソムダービーに優勝した。父はハイフライヤー (Highflyer) 、母はエバーラスティング (Everlasting) 。エクリプス (Eclipse) 牝馬にハイフライヤーという当時の成功の定石のような配合がされている。毛色は鹿毛。馬名は「摩天楼」の意だが、高く飛ぶという意味もあり、父ハイフライヤーより連想したものと思われる。

## 経歴
第5代ベドフォード公爵フランシス・ラッセルによって生産・所有され、マット・ステフェンソンによって調教されていた。エプソムダービー時、騎手はサム・チフニーで、このとき大本命に推されていた模様。現役を送ったのはジョージ3世の治世下の1789年から1793年の4年間、エプソムダービー以後も3つのキングスプレートを獲得している。このほかにメイドオブオールワーク (Maid of All Work) に対してのマッチレース、プリンスステークス、ジョッキークラブステークス、サブスクリプションパース、プリンスオブウェールズプレートなどに勝利。当時としてはかなりの強豪だった。引退後もソーサリー (Sorcery) の母の父になるなど種牡馬としてそこそこ成功した。全弟にレヴァイアサン（Leviathan。1796年のエプソムダービー3着馬。アメリカ合衆国で23連勝した謎の去勢馬と同一の馬とする説がある）がいる。

## 血統表
| スカイスクレーパーの血統（ヘロド系 /レギュラス:4×4×4=18.8%、 バートレットチルダーズ:5×5×5=9.38%、 フォックス:5×5=6.25%、 フライングチルダーズ:5×5=6.25%） | スカイスクレーパーの血統（ヘロド系 /レギュラス:4×4×4=18.8%、 バートレットチルダーズ:5×5×5=9.38%、 フォックス:5×5=6.25%、 フライングチルダーズ:5×5=6.25%） | スカイスクレーパーの血統（ヘロド系 /レギュラス:4×4×4=18.8%、 バートレットチルダーズ:5×5×5=9.38%、 フォックス:5×5=6.25%、 フライングチルダーズ:5×5=6.25%） | （血統表の出典）         | （血統表の出典）       |
| 父 ハイフライヤー | 父の父ヘロド | ターター | パートナー               | パートナー             |
| 父 ハイフライヤー | 父の父ヘロド | ターター | Meliora                  |                        |
| 父 ハイフライヤー | 父の父ヘロド | Cypron | ブレイズ                 | ブレイズ               |
| 父 ハイフライヤー | 父の父ヘロド | Cypron | Salome                   |                        |
| 父 ハイフライヤー | 父の母Rachel | ブランク | ゴドルフィンアラビアン   | ゴドルフィンアラビアン |
| 父 ハイフライヤー | 父の母Rachel | ブランク | Little Hartley mare      |                        |
| 父 ハイフライヤー | 父の母Rachel | Regulus mare | レギュラス               | レギュラス             |
| 父 ハイフライヤー | 父の母Rachel | Regulus mare | Mare by Soreheels        |                        |
| 母 Everlasting | 母の父エクリプス | マースク | スクワート               | スクワート             |
| 母 Everlasting | 母の父エクリプス | マースク | Ruby mare                |                        |
| 母 Everlasting | 母の父エクリプス | Spilletta | レギュラス               | レギュラス             |
| 母 Everlasting | 母の父エクリプス | Spilletta | Mother Western           |                        |
| 母 Everlasting | 母の母Hyaena | スナップ | スニップ                 | スニップ               |
| 母 Everlasting | 母の母Hyaena | スナップ | Sister to Slipby         |                        |
| 母 Everlasting | 母の母Hyaena | Miss Belsea | レギュラス               | レギュラス             |
| 母 Everlasting | 母の母Hyaena | Miss Belsea | Bartlett's Childers mare |                        |
| 母系(F-No.) | 3号族(FN:3) | 3号族(FN:3) | 3号族(FN:3)              |                        |
| 出典 | 1. | 1. | 1.                       | 1.                     |